# Cardiocladius albiplumus
Cardiocladius albiplumus är en tvåvingeart som beskrevs av Ole Anton Saether 1969. Cardiocladius albiplumus ingår i släktet Cardiocladius och familjen fjädermyggor. Inga underarter finns listade i Catalogue of Life.